# ЭТН-122
ЭТН-122 — цепной траншейный экскаватор, разработанный во второй половине 1950-х годов киевским заводом «Красный экскаватор». Первый в СССР траншейный экскаватор на базе пневмоколёсного трактора. В качестве базовой машины использован МТЗ-2. Основной задачей экскаватора ЭТН-122 было создание траншей прямоугольного сечения под укладку кабелей. Сокращение ЭТН означает Экскаватор Траншейный Навесной, в индексе 122 первые две цифры указывают глубину отрываемой траншеи в дециметрах (то есть 1,2 метра), последняя — номер модели.

## История
Производство экскаватора началось в 1957 году на киевском заводе «Красный экскаватор». По сравнению с гусеничными экскаваторами, выпускавшимися в СССР ранее, машина была более манёвренной и отличалась более высокой транспортной скоростью. Это делало её более удобной в городских условиях, когда не требуется обеспечиваемая гусеничным движителем высокая проходимость. Базовым трактором являлся МТЗ-2 (ошибочным является указание некоторых источников на то, что базовым трактором являлся МТЗ-5, это противоречит как прямым указаниям источников того времени, так и тому факту, что машина была оборудована двигателем Д-36). Вскоре серийное производство модели было передано на Таллинский экскаваторный завод, где после некоторых модификаций машина стала выпускаться (начиная с 1959 года) под индексом ЭТН-123 на базе МТЗ-5, обновлённой версии трактора. Вскоре машина подверглась дальнейшей модификации: базовым трактором стал МТЗ-5ЛС (снабжённый закрытой кабиной), и экскаватор получил индекс ЭТН-124. Его производство было развёрнуто в 1961 году в Мыйзакюла на Мыйзакюласком механическом заводе, переданном в том же году в подчинение Таллинского экскаваторного завода и перепрофилированном для производства лёгких навесных траншейных экскаваторов. Дальнейшим развитием модели стал ЭТЦ-161, выпускавшихся на мыйзакюласком заводе с 1964 года.

## Технические особенности
Конструкция ЭТН-122 подобна конструкции его преемников ЭТН-123 и ЭТН-124. Экскаватор представляет собой самоходную землеройную машину на базе трактора МТЗ-2. Как и базовый трактор, ЭТН-122 имеет открытую кабину. Экскаватор снабжается скребковым рабочим органом, который навешивается сзади на базовый трактор, а также бульдозерным отвалом для закапывания траншеи и разравнивания грунта. При работе экскаватор движется вдоль отрываемой траншеи, глубина траншеи регулируется углом опускания рабочего органа. Подъём и опускание рабочего органа производится с помощью двух гидроцилиндров. Максимальная глубина копания составляет 1,2 метра. Рабочий орган представляет собой бесконечную цепь, снабжённую скребками и расположенную на раме. Заменой скребков можно устанавливать ширину отрываемой траншеи на 0,2 и на 0,4 метра. Цепь огибает ведущую звёздочку (находится ближе к трактору) и направляющую звёздочку, снабжённую натяжным устройством. На раме расположены также два опорных ролика. Привод цепи рабочего органа осуществляется от двигателя трактора через специальный редуктор и турасный вал. Для предотвращения поломки механизма при встрече с непреодолимым препятствием в кинематической цепи имеется защитное устройство. Сверху рамы закреплёна штанга с башмаком, предназначенным для зачистки дна отрываемой траншеи. Удаление грунта с бермы траншеи производится с помощью двух шнековых конвейеров, приводимых в действие рабочей цепью. Машина может отрывать траншеи вдоль стен зданий на расстоянии 0,70—0,9 м от их стен.

## Основные характеристики
В таблице приведены основные технические характеристики машины.
| Модель                              | ЭТН-122                                     |
| ----------------------------------- | ------------------------------------------- |
| Базовая машина                      | МТЗ-2                                       |
| Глубина траншеи, м                  | 1,200                                       |
| Ширина траншеи, м                   | 0,2 и 0,4                                   |
| Марка двигателя                     | Д-36                                        |
| Мощность двигателя, л. с. (кВт)     | 37 (27)                                     |
| Рабочая скорость, м/ч               | 6—328                                       |
| Транспортная скорость, км/ч         | 4,56—12,95 (назад 3,42)                     |
| Регулирование рабочей скорости      | гидравлическое                              |
| Регулирование транспортной скорости | механическое                                |
| Тип рабочего органа                 | скребковая цепь                             |
| Скорость рабочей цепи, м/с          |                                             |
| Механизм подъёма рабочего органа    | гидравлический                              |
| Способ удаления грунта              | шнековый конвейер, в обе стороны от траншеи |
| Транспортная длина, м               | 5,96                                        |
| Транспортная ширина, м              | 1,9                                         |
| Транспортная высота, м              | 2,7                                         |
| Масса, кг                           | 4 300                                       |
| Тип движителя                       | колёсный                                    |
| Давление на грунт, кг/см² (МПа)     | 2,6 (0,26)                                  |